# Болейни
Болейни (пол. Bolejny, нім. Bolleinen) — село в Польщі, у гміні Нідзиця Нідзицького повіту Вармінсько-Мазурського воєводства.
Населення — 387 осіб (2011).
У 1975-1998 роках село належало до Ольштинського воєводства.

## Демографія
Демографічна структура станом на 31 березня 2011 року:
|          | Загалом | Допрацездатний вік | Працездатний вік | Постпрацездатний вік |
| -------- | ------- | ------------------ | ---------------- | -------------------- |
| Чоловіки | 215     | 55                 | 144              | 16                   |
| Жінки    | 172     | 36                 | 95               | 41                   |
| Разом    | 387     | 91                 | 239              | 57                   |